# Sinapovo, Haskovo
Sinapovo (în bulgară Синапово) este un sat în comuna Topolovgrad, regiunea Haskovo,  Bulgaria. 

## Demografie
Componența etnică a satului Sinapovo
     Bulgari (65,36%)
     Romi (3,35%)
     Nicio identificare (31,28%)
     Altele (0%)
La recensământul din 2011, populația satului Sinapovo era de 537 locuitori. Din punct de vedere etnic, majoritatea locuitorilor (65,36%) erau bulgari, cu o minoritate de romi (3,35%). Pentru 31,28% din locuitori nu este cunoscută apartenența etnică.